# Bezirk Kralowitz

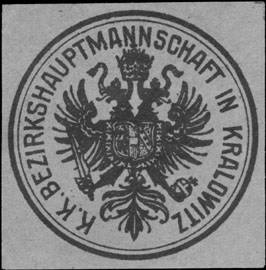
Siegelmarke C.K. Okresní hejtmanství v Kralovicich / Bezirkshauptmannschaft in Kralowitz

Der Bezirk Kralowitz (tschechisch politický okres Kralovice) war ein Politischer Bezirk im Königreich Böhmen. Der Bezirk umfasste Gebiete in der westböhmischen Region Plzeňský kraj im Okres Plzeň-sever. Das Gebiet gehörte seit 1918 zur neu gegründeten Tschechoslowakei und ist seit 1993 Teil Tschechiens. Die Bezirkshauptmannschaft (tschechisch Okresní hejtmanství v Kralovicich) saß in Kralovice.

## Geschichte
Die modernen, politischen Bezirke der Habsburgermonarchie wurden 1868 im Zuge der Trennung der politischen von der judikativen Verwaltung geschaffen.
Der Bezirk Kralowitz wurde 1868 aus den Gerichtsbezirken Kralowitz (tschechisch: soudní okres Kralovice) und Manetin (Manětin ) gebildet.
Im Bezirk Kralowitz lebten 1869 34.772 Personen, wobei der Bezirk ein Gebiet von 11,4 Quadratmeilen und 64 Gemeinden umfasste.
1900 beherbergte der Bezirk 34.513 Menschen, die auf einer Fläche von 67,86 km² bzw. in 90 Gemeinden lebten.
Der Bezirk Kralowitz umfasste 1910 eine Fläche von 657,84 km² und eine Bevölkerung von 35.242 Personen. Von den Einwohnern hatte 29.015 Tschechisch und 6.178 Deutsch als Umgangssprache angegeben. Des Weiteren lebten im Bezirk 49 Anderssprachige oder Staatsfremde. Zum Bezirk gehörten zwei Gerichtsbezirke mit insgesamt 91 Gemeinden bzw. 112 Katastralgemeinden.